# Jan van Geldrop
Jan van Geldrop was een ridder die van 1371 tot 1395 heer was van Geldrop. Hij was de opvolger van Filips van Geldrop.
Jan vocht mee in de Slag bij Baesweiler aan de zijde van Brabant. Daar werd hij echter gevangengenomen, samen met veel andere edelen. In 1374 eiste hij schadeloosstelling hiervoor. In 1377 verleende hij gemeenterechten aan de inwoners van Geldrop.
Hij was getrouwd en had ten minste twee kinderen, te weten:
- Beele van Geldrop
- Filips van Geldrop (1395)